# Stranska vas, Dobrova - Polhov Gradec
Stranska vas je naselje v Občini Dobrova-Polhov Gradec.